# 湖山草地滾球場

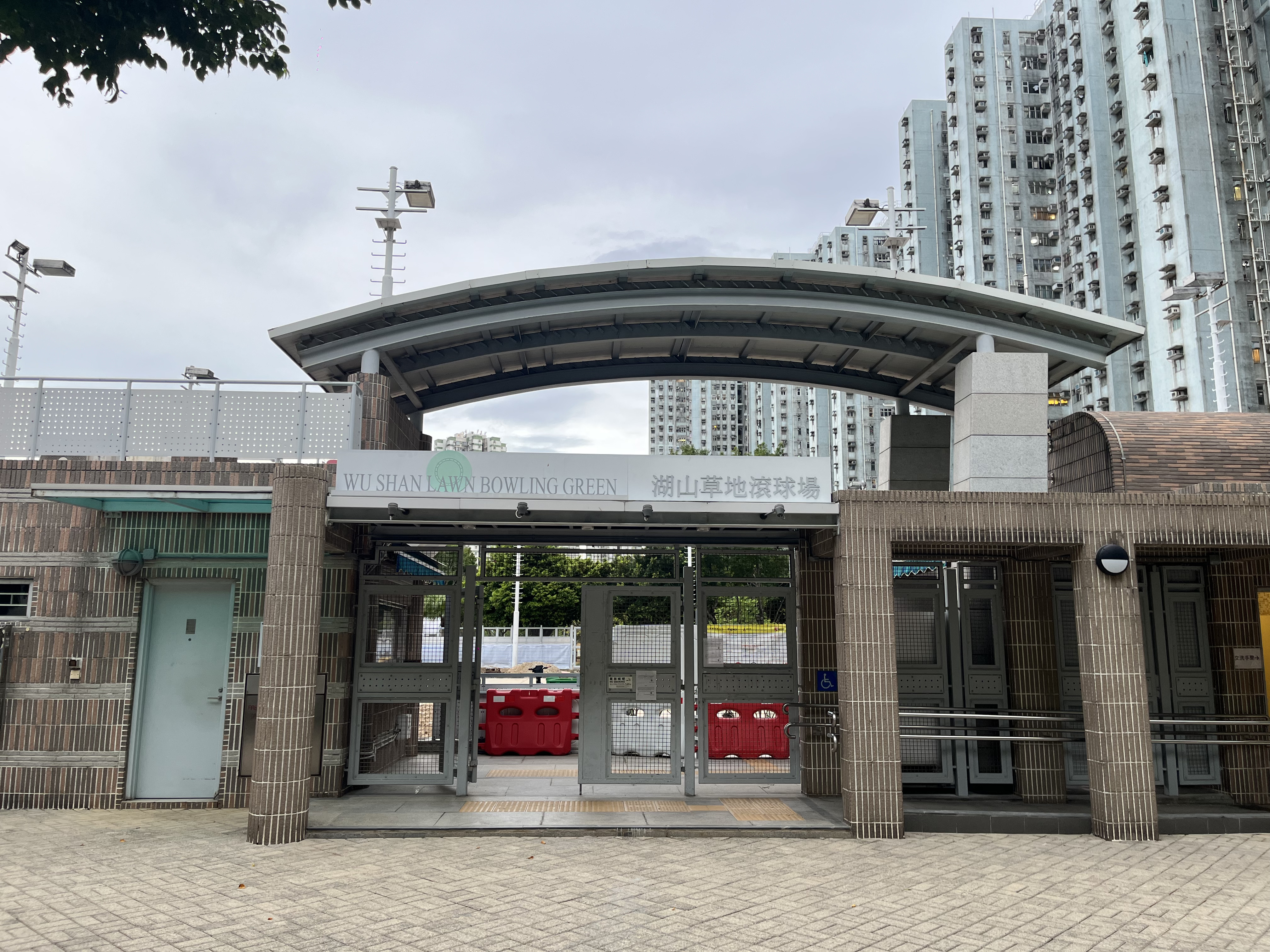
湖山草地滾球場

湖山草地滾球場（英語：Wu Shan Bowling Green）是位於香港新界屯門湖山路，鄰近青山警署及悅湖山莊。於2003年建成，是香港新界西區首個設有戶外人造草地滾球場的場地。場內共有六條球道，每條球道最多可容納八名球員。屯門草地滾球會以此球場作為主場，參加「香港草地滾球總會」舉辦之冬夏季聯賽及公開賽事。

## 附近建築物
- 悅湖山莊

## 主場球會
- 屯門草地滾球會

## 外部連結
- 屯門草地滾球會